# كاترين ارين
كاترين ارين (بالإنجليزية: Catherine Warren)‏ هي عارضة أمريكية، ولدت في 12 فبراير 1984 في ليك فورست في الولايات المتحدة.